# Jacek Zieliński (muzyk)
Jacek Tadeusz Zieliński (ur. 6 września 1946 w Krakowie, zm. 6 maja 2024 tamże) – polski wokalista, trębacz, skrzypek, aranżer i kompozytor. Współzałożyciel i główny wokalista zespołu Skaldowie.

## Życiorys
Był synem Franciszka Zielińskiego (1915–1975), prawnika i muzyka związanego z Filharmonią Krakowską i Chórem Polskiego Radia w Krakowie. Ukończył liceum muzyczne w klasie skrzypiec, studiował w klasie altówki w Państwowej Wyższej Szkole Muzycznej w Krakowie.
W 1965 wraz z Zygmuntem Kaczmarskim, Januszem Kaczmarskim, Feliksem Naglickim, Jerzym Fasińskim i swoim bratem Andrzejem Zielińskim założył w Krakowie grupę Skaldowie. Występował także jako solista, m.in. w 1967 na Krajowym Festiwalu Piosenki Polskiej w Opolu – „Dzień niepodobny do dnia” i później w duecie z Łucją Prus – „W żółtych płomieniach liści”.
Jest autorem muzyki do hymnu Suwałk. Wspólnie z córką wykonał pierwszą najbardziej znaną wersję hymnu „Suwałki moje miasto”, do którego słowa napisał pochodzący z Suwałk Leszek Aleksander Moczulski.
Przez sześć lat chorował na nowotwór złośliwy, który z raka prostaty przekształcił się w raka kości. Przeszedł kilka chemioterapii. Zmarł 6 maja 2024 roku. Uroczystości pogrzebowe odbyły się 20 maja w bazylice Na Skałce w Krakowie. Homilię wygłosił kard. Grzegorz Ryś. Artystę żegnały tłumy mieszkańców, rodzina, przyjaciele oraz para prezydencka – Andrzej Duda i Agata Kornhauser-Duda. Został pochowany w Alei Zasłużonych na cmentarzu Rakowickim (kwatera CX-1-1). 

## Życie prywatne
Od 1971 do śmierci był żonaty z Haliną, z którą miał syna Bogumiła i córkę Gabrielę.

## Ordery i odznaczenia

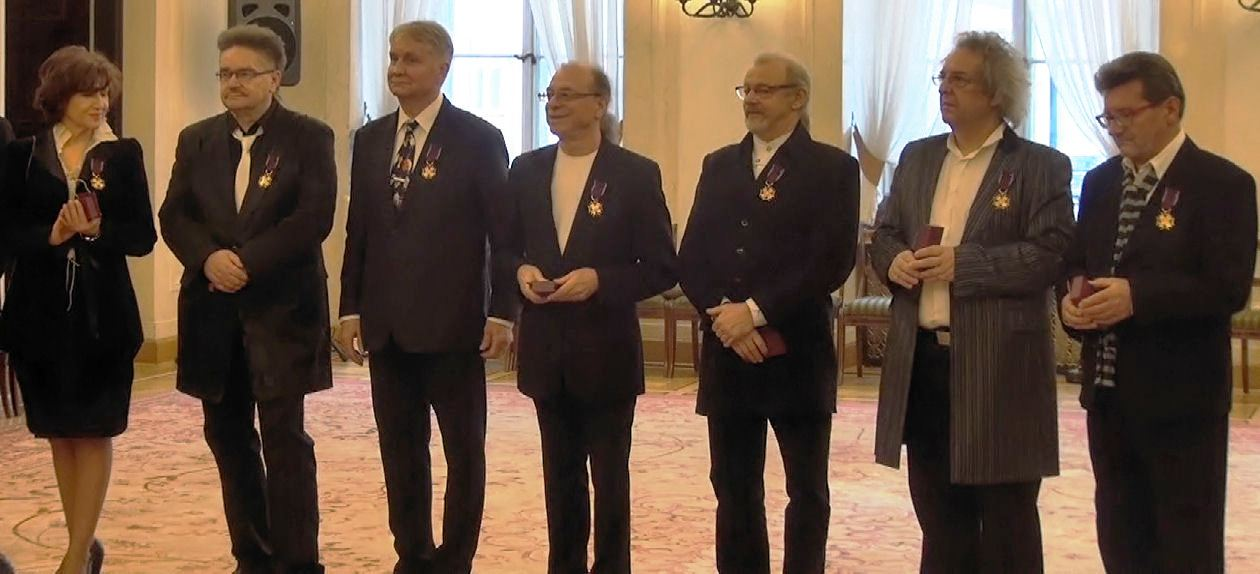
Jacek Zieliński (pierwszy z prawej) otrzymuje Złoty Krzyż Zasługi (2014)

- Krzyż Komandorski Orderu Odrodzenia Polski (pośmiertnie, 15 maja 2024)[10]
- Złoty Krzyż Zasługi (11 kwietnia 2013)[11]
- Złoty Medal „Zasłużony Kulturze Gloria Artis” (19 maja 2006)[12]

## Nagrody
- Nagroda 100-lecia ZAiKS-u (2022)[13]